# Britt Dillmann
Britt Dillmann (nacida el 4 de abril de 1963) es un delantero de baloncesto en silla de ruedas de 1,0 puntos, que juega para RSV Lahn-Dill en la liga alemana de baloncesto en silla de ruedas. También ha jugado en el equipo nacional, ganando una medalla de plata en los Juegos Paralímpicos de verano de 1988 en Seúl. Se retiró poco después, pero volvió a jugar en 2011, volviendo al equipo nacional, que ganó los campeonatos europeos, y luego una medalla de oro en los Juegos Paralímpicos de Londres 2012. El presidente Joachim Gauck concedió al equipo el más alto honor deportivo de Alemania, el Silbernes Lorbeerblatt (Hoja de Laurel de Plata).

## Biografía
Britt Tuna nació el 4 de abril de 1963. Jugó al baloncesto en silla de ruedas para el RSV Lahn-Dill, y el equipo nacional alemán que ganó el Campeonato Europeo de Baloncesto en Silla de Ruedas en 1987. En los Juegos Paralímpicos de verano de 1988 en Seúl, Tuna fue considerada la jugadora de baloncesto en silla de ruedas más fuerte de su clase de 1.0 puntos. El equipo alemán pasó el torneo invicto hasta el partido final, que perdió contra los Estados Unidos, 38-31. Tuna estaba amargada por la derrota, a la que culpó de un error táctico del entrenador alemán. Más tarde concedió, So habe ihr diese Niederlage noch über Jahre nachgehangen ("Me permití esta derrota durante muchos años").
A principios de los años 90, Britt Tuna dejó el baloncesto para centrarse en su trabajo. Se casó, cambiando su apellido a Dillmann, y tuvo tres hijos (Jana Dillmann, Charlotte Dillmann, Valentin Joshua Dillmann). Pero en el verano de 2009, Dillmann sintió que se había vuelto gorda y no estaba en forma. Una dieta baja en carbohidratos y el ejercicio diario en el gimnasio, en la piscina y en la bicicleta de mano, hizo que su peso disminuyera 30 kilos en un año.
Dillmann decidió intentar el baloncesto en silla de ruedas nuevamente. Recuperó su vieja silla de baloncesto, ahora algo mohosa y maloliente, del sótano, y buscó poder jugar con su antiguo equipo, RSV Lahn-Dill. Su juego debut vio a los oficiales de baloncesto buscando sus libros de reglas para ver si la vieja silla, de un tipo que nunca habían visto, todavía era legal.
Aunque el RSV Lahn-Dill, deseoso de formar a jóvenes jugadores, únicamente la dejaba jugar en su filial, Dillmann llamó la atención del entrenador nacional Holger Glinicki, que buscaba un jugador de 1,0 puntos de primera categoría. En 2010, se reincorporó a la selección nacional en la que había jugado antes de que nacieran muchos de sus nuevos compañeros. El equipo ganó el Campeonato Europeo en 2011. El trato de Dillmann contrastaba con el de su compañera de selección Gesche Schünemann. Mientras que Schünemann recibía apoyo y podía entrenar en el pasillo del local del Rivers de RSV Lahn-Dill, Dillmann no recibía ninguno, y entrenaba al aire libre.
En junio de 2012 fue nombrada como una de las integrantes del equipo que compitió en los Juegos Paralímpicos de Londres 2012. A la edad de 49 años, era la jugadora de baloncesto en silla de ruedas más antigua del lugar. En el partido por la medalla de oro, el equipo se enfrentó a la selección nacional femenina de baloncesto en silla de ruedas de Australia. equipo que les había ganado por 48-46 en Sídney unos meses antes. Derrotaron a las australianas por 44-58 ante una multitud de más de 12.000 personas en el North Greenwich Arena para ganar la medalla de oro, la primera que Alemania había ganado en el baloncesto femenino en silla de ruedas en 28 años. Fueron premiadas con la Hoja de Laurel de Plata por el presidente Joachim Gauck en noviembre de 2012, y fueron nombradas de nuevo Equipo del Año del 2012. Para Dillmann, la victoria de la medalla de oro eliminó el dolor de la pérdida 24 años antes. Das hat mich versöhnt mit Seoul ("Esto me ha reconciliado con Seúl") dijo.

## Logros
- 1987: Oro en los Campeonatos Europeos (Lorient, Francia).[2]
- 1988: Plata en los Juegos Paralímpicos (Seúl, Corea del Sur).[3]
- 2011: Oro en los Campeonatos Europeos (Nazaret, Israel).[8]
- 2012: Oro en los Juegos Paralímpicos (Londres, Inglaterra).[1]

## Premios
- 2012: Equipo del Año.[12]
- 2012: Silver Laurel Leaf.[13]

|  |
|  |

|  |
|  |

|  |
|  |